# 小鮪
小鮪為輻鰭魚綱鱸形目鯖亞目鯖科的其中一種，分布於大西洋熱帶及亞熱帶海域，棲息深度1-150公尺，體長可達122公分，棲息在沿岸表層水域，成群活動，屬肉食性，以魚類、甲殼類等為食，可做為食用魚、遊釣魚，有雪卡魚中毒的報告。